# Horno bajo

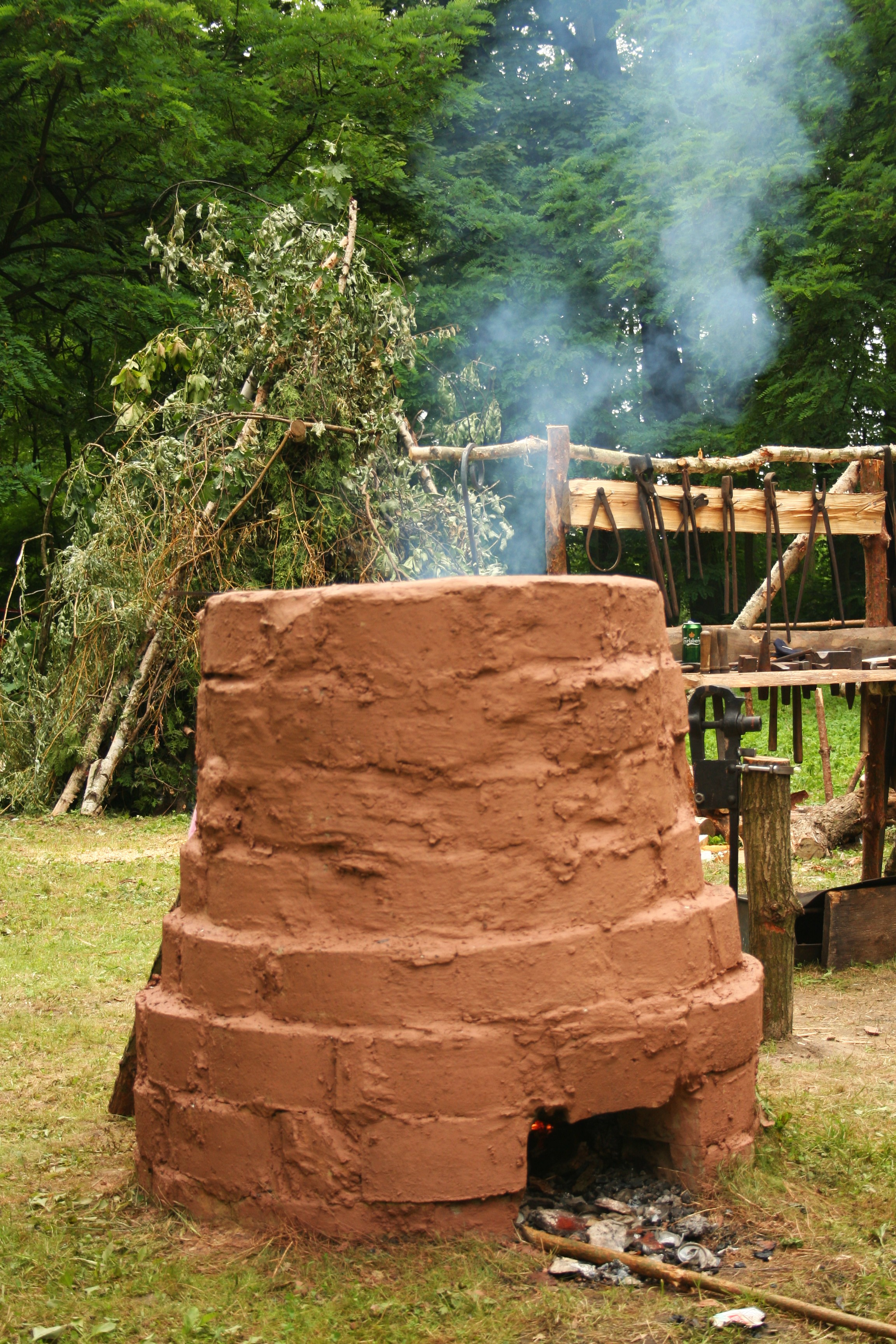
Un bajo horno en funcionamiento. El metal eventualmente será extraído a través del agujero inferior.

Un bajo horno es un horno preindustrial capaz de transformar el mineral de hierro extraído de la naturaleza en lupa, metal apto para la forja de armas, aperos y otros objetos, sin el recurso a la energía hidráulica. Estos hornos de reducción estaban dispuestos al aire libre y en sus diversos procesos productivos intervenía directamente la fuerza humana. En la península ibérica a un conjunto de este tipo de hornos en se les denomina "ferrería de monte".
Los hornos que utilizaban eran de reducido tamaño y por lo general semiexcavados en el suelo. Alcanzaban aproximadamente un metro de altura y su diámetro interior rondaba entre los 40 y 70 cm aproximadamente. Estaban construidos con piedras areniscas y arcilla y podían presentar, o no, un agujero o dama inferior para la salida de escorias. La pista fundamental para localizar en la actualidad los restos de estos antiguos talleres de producción de hierro lo proporcionan las escorias, que son el sobrante o desecho que los ferrones tiraban cuando obtenían el tocho o esponja de hierro. Las acumulaciones de tierras negras carbonosas y escorias forman en ocasiones auténticas acumulaciones en las laderas denominadas escoriales, como también se conocen estos yacimientos arqueológicos.

## Historia de las ferrerias de monte
Los orígenes de las ferrerías de monte son aún inciertos, puesto que se desconoce el momento exacto en el que se introdujo la técnica de elaboración del hierro en el territorio cantábrico. Algunos historiadores consideran que la producción del hierro se introdujo en dicho territorio al menos hacia el año 500 a. C. tal y como se ha observado en el poblado de Basagain (Guipúzcoa) (SAN JOSÉ, S., 2005). Hasta la irrupción de las ferrerías movidas mediante el uso de la fuerza hidráulica a fines del siglo XIII o inicios del XIV,  la reducción de hierro mediante el método directo se realizó en ferrerías de monte. A pesar de reconocer la importancia de la siderurgia en la antigüedad y dada la gran extensión del mineral de hierro en la corteza terrestre, llama la atención cómo esta actividad productiva aún es poco conocida en el ámbito de la arqueología de las sociedades medievales (SIMON, J, et al., 1999, p. 217). La producción del hierro mediante técnicas prehidráulicas se ha ido desarrollando en los últimos lustros por parte de varios investigadores europeos, de tal manera que algunos territorios cuentan con síntesis de calidad muy alta; TYLECOTE, R.F., 1992; CIMA, M., 1991; DOMERGUE, C., 1987, etc.). Sin embargo, en España aún se carece de trabajos de una cierta entidad, a excepción de investigaciones puntuales realizadas en algunos asentamientos concretos (p.e. MARTÍNEZ SALCEDO, A. 1991), los trabajos realizados en el área catalana y más recientemente las investigaciones realizadas en los escoriales celtíberos de la zona minera de Sierra Menera en la provincia de Teruel.
Por lo que se refiere al área del País Vasco, el registro arqueológico disponible hasta el momento no es muy abundante, pero se caracteriza por cubrir un amplio espectro cronológico que abarca más de mil años entre la época romana y la plenomedieval. Hay que señalar que la producción metalúrgica antigua del País Vasco raramente aparece mencionada en las fuentes escritas, y aunque ha sido tratada por varios historiadores, ha prevalecido un tratamiento impregnado por mitos y apriorismos. Según las últimas investigaciones arqueológicas desarrolladas se ha observado que hay un número relevante de ferrerías que están instaladas en el entorno de pequeños cursos de agua estacionales, es decir, que estaban activos desde finales de otoño hasta la primavera. Esto ha alimentado la hipótesis de que un porcentaje nunca superior al 30% de las ferrerías de monte hoy día localizadas(FRANCO, J., 2008) fueran talleres en activo básicamente en invierno y primavera y que los ferrones y mineros alternasen esta actividad con otras propias de la economía agropecuaria de su época.